# Neomaso arundicola
Neomaso arundicola là một loài nhện trong họ Linyphiidae.
Loài này thuộc chi Neomaso. Neomaso arundicola được Alfred Frank Millidge miêu tả năm 1991.